# Большаков, Иван Григорьевич
Ива́н Григо́рьевич Большако́в (10 октября 1902, Тульская губерния — 19 марта 1980, Москва) — советский государственный деятель, организатор кинопроизводства, председатель Комитета по делам кинематографии при Совнаркоме СССР, министр кинематографии СССР (1939—1953).

## Биография
Родился в деревне Московская слобода (ныне — Щёкинский район Тульской области) в семье мещанина. С 1916 по 1922 год работал станочником, а затем табельщиком на Тульском оружейном заводе. В 1918 году вступил в РКП(б).
В 1928 году окончил МИНХ имени Г. В. Плеханова, а в 1931 году — экономическое отделение Института красной профессуры.
С 1924 по 1927 год работал инструктором райкома профсоюзов металлистов, Москва. С 1927 по 1928 год был ответственным секретарем Центрального бюро пролетарского студенчества ВЦСПС.
С 1931 по 1937 год работал консультантом Управления делами Совнаркома СССР, с 1937 по 1938 год — заместителем управляющего делами Совнаркома СССР, с декабря 1938 по июнь 1939 года — управляющим делами Совнаркома СССР. Избран депутатом Верховного Совета РСФСР I созыва от Ивановской области.
С июня 1939 года — председатель Комитета по делам кинематографии при Совнаркоме СССР. С началом войны ведомству пришлось в срочном порядке решать новые сложные задачи:
- переброска в глубокий тыл и развёртывание на новом месте главных советских киностудий и большинство основных кинопредприятий;
- перенастройка художественной кинематографии, а также всей работы кинохроники, создание фронтовых киногрупп, налаживание системного показа фронтового материала по всей стране;
- перестройка значительной часть мощностей кинопромышленности на материально-технические потребности Красной армии[3].

Какие-то эффективные решения и нетривиальные выходы из тупиковых проблем Большаков находил сам. Но, судя по многим документам, он так же легко, без всяких комплексов откликался на инициативы и дельные предложения своих помощников, начальников управлений и даже рядовых кинематографистов.
— Валерий Фомин, историк кино, «Плачьте, но снимайте!» 2018
При послевоенном реформировании органов управления кинотраслью с марта 1946 года — министр кинематографии СССР.
Кандидат искусствоведения (1950).
С 1953 по 1954 год работал первым заместителем министра культуры СССР.
…с Большаковым нашей кинематографии всё-таки повезло. И повезло очень сильно. В годы войны — в высшей степени.
В 1954—1959 годах — заместитель министра внешней торговли СССР.
В 1960—1963 годах — заместитель Председателя Государственного комитета Совета Министров СССР по культурным связям с зарубежными странами.
Похоронен на Новодевичьем кладбище.

## Награды
- два ордена Ленина (14 апреля 1944 и 6 марта 1950)[6][7]
- орден Трудового Красного Знамени (26 сентября 1952)[8]
- два ордена «Знак Почёта»[источник не указан 963 дня]
- медали

## Образ в кино
- «Ближний круг» (1991) — исполняет Александр Феклистов
- «Орлова и Александров» — исполняет Сергей Сипливый